# Minoru Kitani
Minoru Kitani (木谷 実, Kitani Minoru, 25 janvier 1909 – 19 décembre 1975) a été l’un des joueurs de go professionnels les plus célèbres au Japon au XXe siècle.

## Biographie
Il était un jeune prodige qui attira l’attention après la création du Nihon Ki-in, en 1924. Il devint alors un grand rival et un grand ami de Go Seigen après que celui-ci eut quitté sa Chine natale pour s'installer au Japon.
Go et Kitani sont à l’origine de la théorie avant-gardiste du shin fuseki ou "nouvelle ouverture", durant la période 1933-36 au cours de laquelle de nombreuses innovations révolutionnèrent la théorie de l’ouverture du jeu de go, appelée fuseki.
Kitani a été l’adversaire de Meijin Shusai dans sa dernière partie avant qu’il ne prenne sa retraite (1938). Cette confrontation est célébrée par Yasunari Kawabata dans Le Maître ou le Tournoi de go (Meijin) — où son nom a été changé en Otake).
Go Seigen et Kitani ont participé en 1939 à la compétition du Kamakura jubango, devenue par la suite le match en dix parties le plus mémorable de ce siècle. Le match s’est terminé par une victoire décisive de Go. Au cours du reste de sa carrière, Kitani n’a jamais vraiment été en mesure de jouer comme il le faisait plus jeune. De plus, sa mauvaise santé le gênait passablement. Cependant, dans cette seconde phase, il fut reconnu pour son style particulièrement spectaculaire qui consistait à mettre l’accent sur la défense du territoire en jouant des coups apparemment timorés, mais dont l'extrême solidité lui permettait ensuite de mener des attaques décisives.
Ultérieurement, il entreprit une carrière en tant qu’enseignant du jeu de go auprès des futurs joueurs professionnels. Le dojo de Kitani prit son envol vers 1945 dans la maison de campagne de Kitani, mais était tenu sur le plan pratique par sa femme. Dans ce lieu, fut formé toute une génération de joueurs de haut niveau qui ont dominé le go japonais depuis le début des années 1970 jusqu’à la moitié des années 1990.
Parmi ses élèves, on relève notamment Otake Hideo, Kato Masao, Ishida Yoshio, Cho Chikun, Takemiya Masaki et Kobayashi Koichi.
Après son décès en décembre 1975, la Nihon Ki-in lui organise des funérailles officielles.

## Titres gagnés
| Titre               | Remporté en |
| ------------------- | ----------- |
| Coupe NHK           | 1960        |
| Asashi Top Position | 1957, 1958  |

| Titre                   | Perdu en         |
| ----------------------- | ---------------- |
| Honinbō                 | 1947, 1953, 1959 |
| Coupe NHK               | 1958, 1961       |
| Nihon-Kiin Championship | 1958             |
| Asashi Top Position     | 1959             |
| Igo Senshuken           | 1958             |